# Dzień świstaka (film)
Dzień świstaka (ang. Groundhog Day) – amerykański film fabularny (komedia romantyczna) z 1993 roku, w reż. Harolda Ramisa.

## Obsada
- Bill Murray – Phil Connors
- Andie MacDowell – Rita Hanson
- Chris Elliott – Larry
- Stephen Tobolowsky – Ned Ryerson
- Brian Doyle-Murray – Buster

## Opis fabuły
Prezenter telewizyjnej prognozy pogody, pewny siebie Phil Connors, przyjeżdża do miasteczka Punxsutawney. Ma zrelacjonować przebieg corocznego święta zapowiadającego nadejście wiosny – Dnia Świstaka. Pod koniec dnia dochodzi do wniosku, że to był najgorszy dzień w jego życiu. Kiedy budzi się następnego ranka orientuje się, że znów przeżywa to samo – zamyka się pętla czasu, a dzień 2 lutego trwa w nieskończoność. Historia powtarza się jeszcze wiele razy.

## Nagrody i nominacje
Nagrody BAFTA 1993
- Najlepszy scenariusz oryginalny – Harold Ramis, Danny Rubin

Nagrody Saturn 1993
- Najlepsza aktorka – Andie MacDowell
- Najlepszy film fantasy (nominacja)
- Najlepsza reżyseria – Harold Ramis (nominacja)
- Najlepszy scenariusz – Harold Ramis, Danny Rubin (nominacja)
- Najlepsze kostiumy – Jennifer Butler (nominacja)
- Najlepszy aktor – Bill Murray (nominacja)